# Хуарес, Эдуардо
Эдуардо Луис Хуарес Виалес (исп. Eduardo Luis Juárez Viales; 28 марта 1999, Алахуэла, Коста-Рика) — коста-риканский футболист, защитник клуба «Гуадалупе».

## Клубная карьера
Хуарес — воспитанник клуба «Алахуэленсе». 24 апреля 2016 года в матче против «Картахинес» он дебютировал в чемпионате Коста-Рике. Летом 2017 года Эдуардо на правах аренды перешёл в «Гуадалупе». 13 августа в матче против «Мунисипаль Либерия» он дебютировал за новую команду.

## Международная карьера
В 2015 году в составе юношеской сборной Коста-Рики Хуарес принял участие в юношеском чемпионате мира в Чили. На турнире он сыграл в матче против команды ЮАР, России, КНДР, Франции и Бельгии. В 2017 году в составе молодёжной сборной Коста-Рики Хуарес принял участие в домашнем молодёжном Кубке КОНКАКАФ. На турнире он сыграл в матчах против команд Тринидада и Тобаго, Сальвадора и Панамы.
В том же году в Хуарес принял участие в молодёжном чемпионате мира в Южной Корее. На турнире он сыграл в матчах против команд Ирана, Португалии и Англии.